# Stazione di Tilburg
La stazione di Tilburg è la principale stazione ferroviaria di Tilburg, Paesi Bassi. È una stazione passante di superficie sulle linee ferroviarie Tilburg-Nimega e Breda-Eindhoven.